# Small Town - La città della morte
Small Town - La città della morte (Small Town Folk) è un film britannico del 2007 diretto da Peter Stanley Ward.

## Trama
In una piccola città chiamata Grockleton, nelle desolate campagne dello Yorkshire, c’è una casa padronale solitaria abitata dall'inquietante Beesley, che controlla i dintorni con il suo esercito di mostri, uccidendo brutalmente qualsiasi malcapitato che si avventuri nei paraggi.